# هان (اسکی‌شهر)
هان (به ترکی استانبولی: Han) یک منطقهٔ مسکونی در ترکیه است که در استان اسکی‌شهر واقع شده‌است. هان ۱٬۲۰۷ متر بالاتر از سطح دریا واقع شده‌است.